# Monopetalotaxis
Monopetalotaxis é um gênero de traça pertencente à família Brachodidae.